# Грешем (Вісконсин)
Грешем (англ. Gresham) — селище (англ. village) в США, в окрузі Шавано штату Вісконсин. Населення — 530 осіб (2020).

## Географія
Грешем розташований за координатами 44°50′52″ пн. ш. 88°46′56″ зх. д. / 44.84778° пн. ш. 88.78222° зх. д. (44.847642, -88.782332).  За даними Бюро перепису населення США в 2010 році селище мало площу 3,21 км², з яких 2,96 км² — суходіл та 0,26 км² — водойми.

## Демографія
Згідно з переписом 2010 року, у селищі мешкало 586 осіб у 239 домогосподарствах у складі 145 родин. Густота населення становила 182 особи/км².  Було 280 помешкань (87/км²).
Расовий склад населення:
| - 67,9 % — білих - 24,1 % — корінних американців - 0,2 % — чорних або афроамериканців |

До двох чи більше рас належало 7,2 %. Частка іспаномовних становила 3,2 % від усіх жителів.
За віковим діапазоном населення розподілялося таким чином: 27,5 % — особи молодші 18 років, 52,9 % — особи у віці 18—64 років, 19,6 % — особи у віці 65 років та старші. Медіана віку мешканця становила 36,7 року. На 100 осіб жіночої статі у селищі припадало 96,6 чоловіків;  на 100 жінок у віці від 18 років та старших — 85,6 чоловіків також старших 18 років.
Середній дохід на одне домашнє господарство  становив 40 312 долари США (медіана — 31 641), а середній дохід на одну сім'ю — 50 208 доларів (медіана — 34 808). Медіана доходів становила 34 625 доларів для чоловіків та 31 000 доларів для жінок. За межею бідності перебувало 18,6 % осіб, у тому числі 27,2 % дітей у віці до 18 років та 5,5 % осіб у віці 65 років та старших.
Цивільне працевлаштоване населення становило 214 осіб. Основні галузі зайнятості: мистецтво, розваги та відпочинок — 30,4 %, освіта, охорона здоров'я та соціальна допомога — 15,4 %, виробництво — 14,0 %.